# George Thatcher

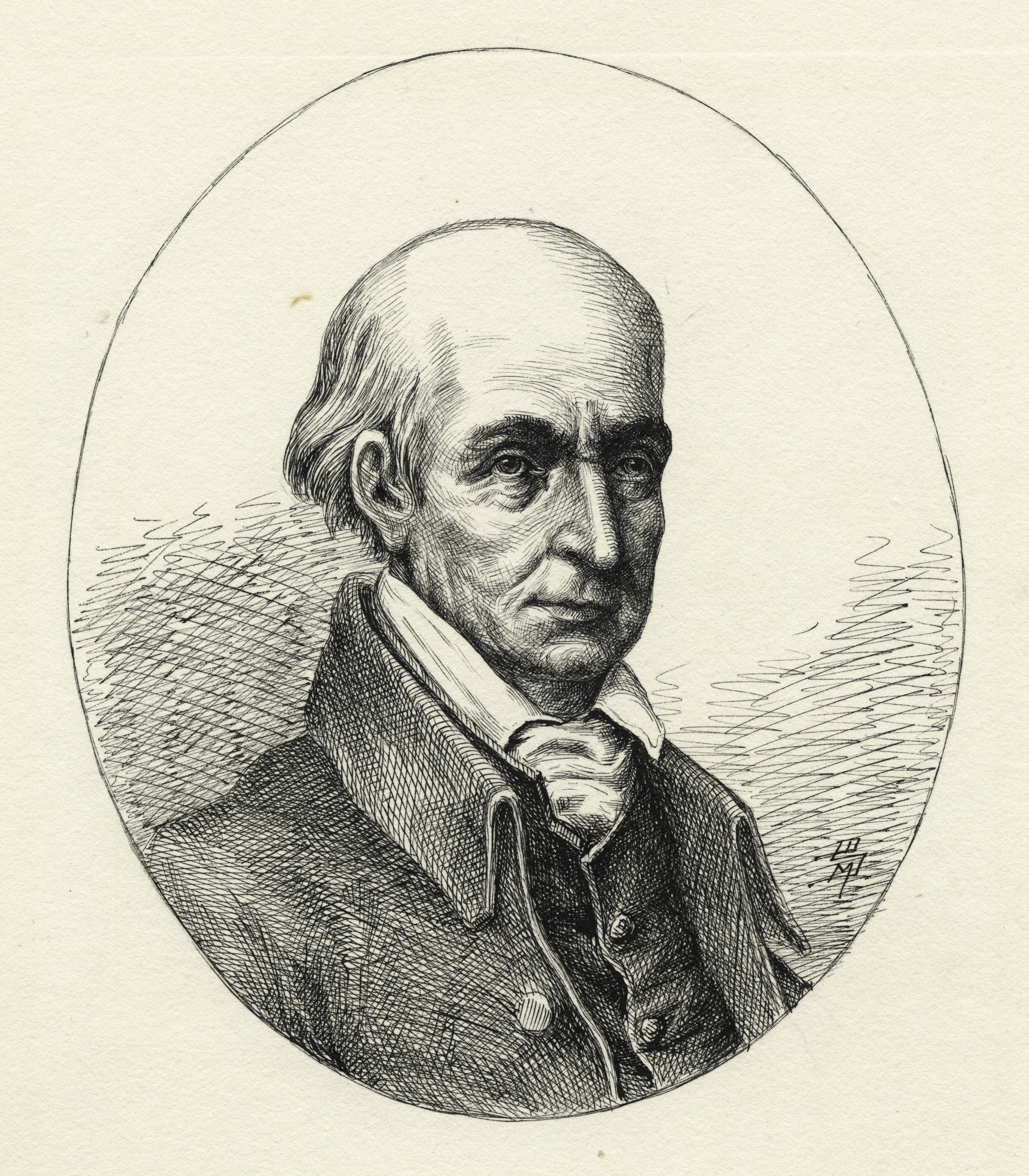
George Thatcher

George Thatcher (* 12. April 1754 in Yarmouth, Barnstable County, Province of Massachusetts Bay; † 6. April 1824 in Biddeford, Maine) war ein US-amerikanischer Jurist und Politiker. Zwischen 1789 und 1801 vertrat er den Bundesstaat Massachusetts im US-Repräsentantenhaus.

## Werdegang
George Thatcher genoss eine private Erziehung und studierte danach bis 1776 am Harvard College. Nach einem anschließenden Jurastudium und seiner 1778 erfolgten Zulassung als Rechtsanwalt begann er in York im heutigen Maine in diesem Beruf zu arbeiten. Seit 1782 lebte er in Biddeford. Gleichzeitig schlug er eine politische Laufbahn ein. Zwischen 1787 und 1789 war er Delegierter zum Kontinentalkongress. Neben seiner Abgeordnetentätigkeit bekleidete Thatcher zwischen 1792 und 1800 ein Richteramt im Bezirk des späteren Staates Maine, der damals noch zu Massachusetts gehörte.
Bei den Kongresswahlen des Jahres 1789 wurde Thatcher im sechsten Wahlbezirk von Massachusetts in das zu diesem Zeitpunkt noch in Philadelphia tagende US-Repräsentantenhaus gewählt, wo er am 4. März 1789 sein neues Mandat antrat. Nach fünf Wiederwahlen konnte er bis zum 3. März 1801 sechs Legislaturperioden im Kongress absolvieren. Dabei vertrat er nacheinander den sechsten, den achten, den zwölften und den 14. Distrikt seines Staates. Während seiner Zeit im Kongress wurden  die ersten elf Zusatzartikel zur Verfassung der Vereinigten Staaten ratifiziert. Seit Ende der 1790er Jahre war Thatcher Mitglied der von Alexander Hamilton gegründeten Föderalistischen Partei. Von 1797 bis 1799 war er Vorsitzender des Committee on Revisal and Unfinished Business. Im Jahr 1800 wurde die neue Bundeshauptstadt Washington, D.C. bezogen.
Im Jahr 1800 verzichtete George Thatcher auf eine erneute Kongresskandidatur. In der Folge fungierte er bis 1820 als Richter am Massachusetts Supreme Judicial Court. Im Jahr 1819 nahm er als Delegierter an der verfassungsgebenden Versammlung des neuen Staates Maine teil. Von 1820 bis 1824 war er Richter am Maine Supreme Judicial Court. Er starb am 6. April 1824 in Biddeford.